# 珀烏萊什蒂鄉 (薩圖馬雷縣)
47°47′00″N 22°55′00″E / 47.7833°N 22.9167°E
珀烏萊什蒂鄉（羅馬尼亞語：Comuna Păulești, Satu Mare），是羅馬尼亞的鄉份，位於該國西北部，由薩圖馬雷縣負責管轄，面積42平方公里，海拔高度121米，2007年人口4,898，人口密度每平方公里117人。